# Андреини, Изабелла
Изабелла Андреини (итал. Isabella Andreini; урождённая Канали [Canali]; также Изабелла да Падуа; 1562[…], Падуя, Венецианская республика — 11 июня 1604, Лион, Лионне, Королевство Франция) — итальянская актриса комедии дель арте, в честь которой названа маска Изабеллы; драматург, поэтесса. Представительница семьи известных итальянских актёров из Венеции конца XVI — начала XVII веков. Супруга Франческо Андреини, мать Джамбаттиста Андреини.

## Биография
Хотя её семья была небогата, Изабелла получила полное классическое образование. Живо интересовалась литературой, культурой, свободно говорила на нескольких языках, которые позже использовала в своей театральной карьере.
В 1576 году, в возрасте четырнадцати лет, Изабелла Андреини была нанята труппой Фламинио Скала. Выступала в составе итальянской актёрской труппе «Джелози» (I Gelosi), пользовавшейся покровительством аристократов северной Италии и Франции, перед зрителями самых высоких социальных кругов. Король Франции Генрих III любил смотреть выступления этой труппы и видел их спектакли в Венеции, где перед ним выступала и Изабелла. В 1589 году она играла на свадебном торжестве Медичи во Флоренции.
Самая знаменитая актриса театра масок, создательница обаятельного образа лирической героини, носившего её имя. Изабелла обладала уникальным даром импровизации, отличалась редкой красотой, умом и образованностью, которые воспели Торквато Тассо, Джамбаттиста Марино и Габриэлло Кьябрера.
Кроме выступлений на сцене, много своего времени посвящала литературному творчеству, писала пьесы и стихи. С 1587 года её сонеты публиковались в различных итальянских книгах и сборниках. После публикации пьесы «Миртилла» (Mirtilla, 1588), Изабелла начала переписываться с многими литераторами, посещая их собрания, что было незаурядным достижением для женщины того времени. В  1601 году она стала членом литературного общества при Accademia degli Intenti в Павии, и приняла прозвище Accesa. В конкурсе поэзии, проводимом римским кардиналом Джорджио Цинтио Алдобрандини, Изабелла Андреини заняла второе место, её опередил поэт Торквато Тассо.
Свои творчеством вдохновила многих французских поэтов, в частности, Исаака дю Райера (ок. 1631).
В 1602 году Изабелла гастролировала с «Джелози» по северной Италии, а в 1603-м — при дворе Генриха IV и Марии Медичи в Фонтенбло и Париже. Эти гастроли оказались для неё последними — близ Лиона, возвращаясь с труппой в Италию, Андреини умерла от последствий выкидыша; там же она была похоронена в церкви Святого Креста.

## Избранные произведения
- Сонеты, опубликованные в различных итальянских антологиях (начиная с 1587 года).
- «Миртилла», пасторальная драма с пропагандой феминизма (1588).
- «Rime», сборник из 359 стихотворений (1601, на итальянском языке). В 1603 году французская версия была опубликована для её тура по Франции.
- «Rime…», II том (1605, посмертно).
- «Lettere di Isabella Andreini padovana comica gelosa», сборник вымышленной переписки о её личной жизни и искусстве, в целом, они исполнялись как монологи на сцене (1607, посмертно).
- «Fragmenti de alcune scritture», сборник импровизированных монологов персонажей Изабеллы, собранных её мужем (1617, посмертно)